# Nendard
Le nendard ou patois de Nendaz (endonyme : patouè de Nînda) est une variété du francoprovençal valaisan, essentiellement parlée à Nendaz et ses proches alentours, en Suisse.

## Étude linguistique
Dans son article paru en 1931 dans la Revue de linguistique romane, Jules Jeanjaquet note les éléments suivants :

« Le caractère des patois de Nendaz et d'Isérables semble refléter la pénétration difficile et la victoire tardive de l'élément savoyard. [...] Malgré ces relations séculaires avec le Bas-Valais, le patois de Nendaz est resté dans son ensemble conforme au type de l'est. S'il a en commun avec l'ouest quelques particularités secondaires [...], il marche d'accord avec l'est pour tous les points essentiels relevés dans notre tableau comparatif. La contamination savoyarde s'y manifeste toutefois de façon caractéristique dans l'altération de l'u, qui ne demeure par intact, mais ne passe pas non plus franchement à u. Il s'arrête à un son intermédiaire, qui s'en rapproche tantôt plus, tantôt moins. Le corollaire de cette altération est celle de la diphtongue ou, qui n'arrive pas non plus jusqu'à l'œu bas-valaisan, mais reste à mi-chemin entre les deux. »

Rose-Claire Schüle, qui porte son sujet de thèse sur cette variété dès 1947, complète ainsi cette description en 1961, :

« Le patois de Nendaz n'appartient qu'à Nendaz : par quelques traits marquants, il diffère des patois de toutes les communes voisines. Le Nendard est conscient et fier de cette originalité. Malgré quelques légères influences bas-valaisannes, il ne fait pas de doute que Nendaz appartient au groupe des parlers conservateurs du Valais épiscopal [...] »

Un « mainteneur » notable de cette variété est Arsène Praz, instituteur et bibliothécaire né en juillet 1930 à Haute-Nendaz, qui l'a apprise dans son cercle familial et échangeait dans celle-ci entre camarades de classe,. Il travaille pendant une quinzaine d'années à l'élaboration d'un dictionnaire du nendard et pour ce faire, établit un lexique thématique en se fondant sur la classification décimale universelle (CDU) ainsi que des fiches par mot, classées alphabétiquement. Parmi une dizaine de milliers de fiches, il soumet les définitions « à un groupe 30 de personnes d’un âge compris entre 55 et 85 ans »,,. Le fruit de son travail devient ainsi Yè é ouéy i noûtro patouè : dictionnaire du patois de Nendaz paru en 1995 et qui « possède environ 12 000 mots et expressions, un essai de graphie et de grammaire et un lexique »,. À son décès en 2007, les Amis du patois affirment que Praz « avait encore tellement de projets pour notre dialecte ».

## Exemples lexicaux
| Terme en nendard | Signification en français de Suisse | Ref   |
| ---------------- | ----------------------------------- | ----- |
| âbro             | arbre                               | [ 2 ] |
| bêa              | belle                               | [ 2 ] |
| màta             | fille                               | [ 2 ] |
| maâdo            | malade                              | [ 2 ] |
| pan              | pain                                | [ 1 ] |
| poûro            | pauvre                              | [ 2 ] |

## Revitalisation
Entre fin 1983 et début 1984, un groupe folklorique se constitue à Nendaz. Après plusieurs propositions de noms comme E Danchyœü de Ninde, E viô du véâdzo, I Printzette, c'est finalement Ej’Ecochyœü de Nenda, voulant dire « les batteurs de blé », qui est retenu,. Ils poursuivent ainsi leur activité folklorique, fêtant notamment leur quarantième anniversaire avec l'organisation de la 70e Fête cantonale des costumes en 2024, sur la plaine des Ecluses à Haute-Nendaz.

## Microvariétés
Il existe quelques « variantes phonétiques et lexicales » entre les villages de la commune, comme le note Rose-Claire Schüle, mais « il ne s'agit que de détails », des traits généraux valant pour tout le territoire. Schüle note toutefois que la variété du village de Haut-Nendaz est considérée comme l'une des plus conservatrices de la commune.

### Publications générales
- [Jeanjaquet 1931] Jules Jeanjaquet, « Les patois valaisans : caractères généraux et particularités », Revue de linguistique romane, vol. 7, nos 25-26,‎ 1931, p. 23-51 (ISSN 0035-1458, DOI 10.5169/seals-399097, lire en ligne , consulté le 5 septembre 2024)
- [Schüle 2000] Rose-Claire Schüle, « Les lexiques patois du Valais », Actes de la conférence annuelle sur l'activité scientifique du centre d'études francoprovençales, Aoste, Bureau régional pour l'ethnologie et la linguistique « Lexicologie et lexicographie francoprovençales »,‎ 2000, p. 81-86 (ISBN 978-88-940156-6-9, lire en ligne  [PDF], consulté le 5 septembre 2024)

### Publications spécialisées
- [Diémoz et Reusser-Elzingre 2013] Federica Diémoz et Aurélie Reusser-Elzingre, « Changement de répertoire dans le patrimoine oral du village de Nendaz (Suisse) : une enquête de terrain en dialectologie », Ethnographiques.org, no 26 « Sur les chemins du conte »,‎ juillet 2013 (lire en ligne  [PDF], consulté le 5 septembre 2024)
- [Michelet et Lathion 2010] Maurice Michelet et Albert Lathion, « Dictionnaire du patois de Nendaz », L'ami du patois, vol. 37, no 147,‎ 2010, p. 98 (DOI 10.5169/seals-245701, lire en ligne  [PDF], consulté le 5 septembre 2024)
- [Praz 1994] Arsène Praz, « Publier le parler de 1994 à Nendaz », Actes de la conférence annuelle sur l'activité scientifique du centre d'études francoprovençales, Aoste, Bureau régional pour l'ethnologie et la linguistique « La transcription des documents oraux : problèmes et solutions »,‎ 1994, p. 27-34 (ISBN 978-88-940156-8-3, lire en ligne  [PDF], consulté le 5 septembre 2024)
- [Schüle 1961] Rose-Claire Schüle, « Inventaire lexicologique du parler de Nendaz (Valais) : la nature inanimée, la flore et la faune », Vox Romanica, vol. 20,‎ 1961, p. 161-284 (ISSN 0042-899X, DOI 10.5169/seals-18568, lire en ligne , consulté le 5 septembre 2024)

### Publications lexicographiques
- (fr + frp) Arsène Praz et al., Yè é ouey, i noûtro patouè : dictionnaire du patois de Nendaz, Nendaz, I cöbla dû patouè, 1998, 2e éd. (1re éd. 1995), 771 p.

### Publications littéraires
- [Jeanjaquet 1907] (frp + fr) Jules Jeanjaquet, « I pouro kòrdanyè : conte populaire en patois de Haute-Nendaz (Valais) », Bulletin du Glossaire des patois de la Suisse romande, vol. 6, nos 1-2,‎ 1907, p. 26-30 (DOI 10.5169/seals-239073, lire en ligne , consulté le 5 septembre 2024)